# زلزال أوكلاهوما 2016
زلزال أوكلاهوما 2016 هو زلزالٌ وقعَ في أوكلاهوما في الولايات المتحدة بتاريخ 3 سبتمبر 2016.